# Rectoria de Sant Miquel de la Miana
La Rectoria de Sant Miquel de la Miana és un edifici del municipi de Sant Ferriol (Garrotxa) inclosa en l'Inventari del Patrimoni Arquitectònic de Catalunya.

## Descripció
La casa rectoral de Sant Miquel de La Miana és de planta rectangular i està situada damunt un terreny en pendent que permet accedir pel costat de llevant directament a la planta d'habitatge des de l'era; des de ponent podem entrar als baixos o bé, per l'àmplia escala exterior de pedra, accedir a l'habitatge. S'aprecia que va ser realitzada en diferents moments, restant els seus teulats a diversos nivells i decorats els ràfecs amb bonics motius geomètrics.
Llindes i trulls
- Anterior llinda de la rectoria, actualment taula: 1629
- Façana de llevant: 1776
- Premsa de fusta conservada a la façana de llevant, datada el 1768
- Pica conservada a la façana de llevant, d'1,2 x 0,9 m i 30 cm de gruix.
- Trull a la façana de ponent, datat el 1764
- Pica del trull de la façana de ponent, de 70 x 50 cm.

## Història
L'origen de l'edifici cal cercar-lo al segle xvi, malgrat que s'hi realitzaren nombroses obres de remodelació durant les dues centúries posteriors. Actualment, la rectoria, s'utilitza com a casa de segona residència i s'hi ha portat a terme nombroses obres de restauració. Va ésser bastida amb pedra petita del país, llevat dels carreus emprats per fer els cantoners i les obertures. Cal destacar la façana de migdia amb eixida sostinguda per tres grans arcades de punt rodó i voltes d'arestes.